# Masatoshi Ono
Masatoshi Ono 小野正利 (Adachi, 29 de Janeiro de 1967), também conhecido por Sho, é um músico e compositor japonês, atualmente vocalista da banda Galneryus. Iniciou a sua carreira nos anos 80, como vocalista da Banda de heavy Metal Fort Bragg.

## Discografia

### Albúns de estúdio
- (1992) Voice of Heart
- (1993) Mono
- (1993) With All My Heart
- (1994) Tenderness
- (1996) X Cross
- (1997) Fragments
- (2003) Rebirth
- (2004) Fuyu Iro Monogatari ~Winter Stories~ (冬色物語～Winter Stories～)

### Galneryus
- (2010) Voices from the Past Ⅲ (EP)
- (2010) Resurrection
- (2010) Live in the Moment of the Resurrection (DVD)
- (2011) Future Never Dies (EP)
- (2011) Phoenix Rising
- (2012) 絆 - Fist of the Blue Sky (EP)
- (2012) Phoenix Living in the Rising Sun (DVD)
- (2012) Hunting for Your Dream (Single)
- (2012) Angel of Salvation
- (2013) The IronHearted Flag, Vol. 1: Regeneration Side
- (2013) The IronHearted Flag, Vol. 2: Reformation

### Compilações
- (1994) For Pure Lovers
- (1995) The Best Single Selection
- (2008) Golden Best Masatoshi Ono

### Singles
- (1992) "Pure ni Nare" (ピュアになれ)
- (1992) "Niji ~Roku de Nashi Blue~" (虹〜ろくでなしBLUES〜)
- (1992) "You're the Only..."
- (1992) "Fly Away"
- (1993) "Forever My Love"
- (1993) "Motto Utsukushikure" (もっと美しくなれ)
- (1993) "Believe"
- (1994) "Mou Ichido Kimi ga Hoshii" (もう一度 君が欲しい)
- (1995) "Itsu ni Ma ni ka Kimi wo" (いつにまにか君を)
- (1995) "Kirei da ne" (キレイだね)
- (1995) "Itsu ni Ma ni ka Kimi wo (Acoustic Version)" (いつのまにか君を(アコースティック・バージョン))
- (1996) "Futari Dake no Stories" (二人だけのSTORIES)
- (1996) "Kimi ni Kita Natsu" (君にきた夏)
- (1996) "Loving You"
- (1997) "Sympathy"
- (1997) "Nani ga Ima Boku ni Dekiru Darou" (なにがいま僕にできるだろう)
- (1999) "Heart"
- (1999) "Feeling" (with Yōko Oginome)
- (2000) "White Night"
- (2003) "I Wish ~ I Hope"
- (2011) "Departure!"

### Outros
- (2011) The Voice -Stand Proud!-

1. "Lady of Winter" – Crimson Glory
2. "Spotlight Kid" – Rainbow
3. "Tonight I'm Falling" – TNT
4. "Rock 'n' Roll Children" – Dio
5. "Mighty Wings" – Cheap Trick
6. "Never Surrender" – Lion
7. "Angel Don't Cry" – Toto
8. "Stranded" – Airplay
9. "Fool for Your Loving" – Whitesnake
10. "I Want Out" – Helloween
11. "Lovedrive" – Scorpions
12. "Open Arms" – Journey

## Videos
- (1992) Voice of Heart
- (1993) Live in Voice III Tour
- (1995) The Single Selection
- (2003) Rebirth ~10th Anniversary~
- (2009) Masatoshi Ono Birthday Live @ Duo Music Exchange